# 12168 Polko
12168 Polko è un asteroide della fascia principale. Scoperto nel 1973, presenta un'orbita caratterizzata da un semiasse maggiore pari a 3,0156337 UA e da un'eccentricità di 0,1015773, inclinata di 9,52399° rispetto all'eclittica.